# 三井アウトレットパーク 入間
三井アウトレットパーク 入間（みついアウトレットパーク いるま）は、埼玉県入間市にある、三井アウトレットパーク系列のアウトレットモールである。

## 概要
敷地面積86,000m2と店舗面積32,000m2は国内最大級のアウトレットモールである。国内・外の有名ブランド181店、レストラン6店、フードコート11店とファミリーマートなどその他店舗が6店の計204店が入居しており、このうち44店が日本初出店、26店が関東初出店である（テナント名は公式サイトを参照）。
HOYAのクリスタルガラス事業の高級ブランド化再編に伴い閉鎖されたHOYA武蔵工場の跡地に建設された。工場内にはクリスタルガラスのアウトレットが設けられ、その閉鎖前には最後のセールが開催され、惜しむ利用者が集まった。今回の建設では、同工場への天皇の行幸記念として植えられた2本の木が残された。
埼玉県では初出店となり、2008年4月4日にオープンしたコストコホールセール入間倉庫店が隣接する。近隣の大規模店には、イオン狭山店、イオンスタイル入間がある。

## 沿革
- 2008年4月10日 - オープン

## 交通アクセス
注記なきものは西武バス飯能営業所が運行。
1.西武池袋線 入間市駅より
下記の系統は構内を経由する。

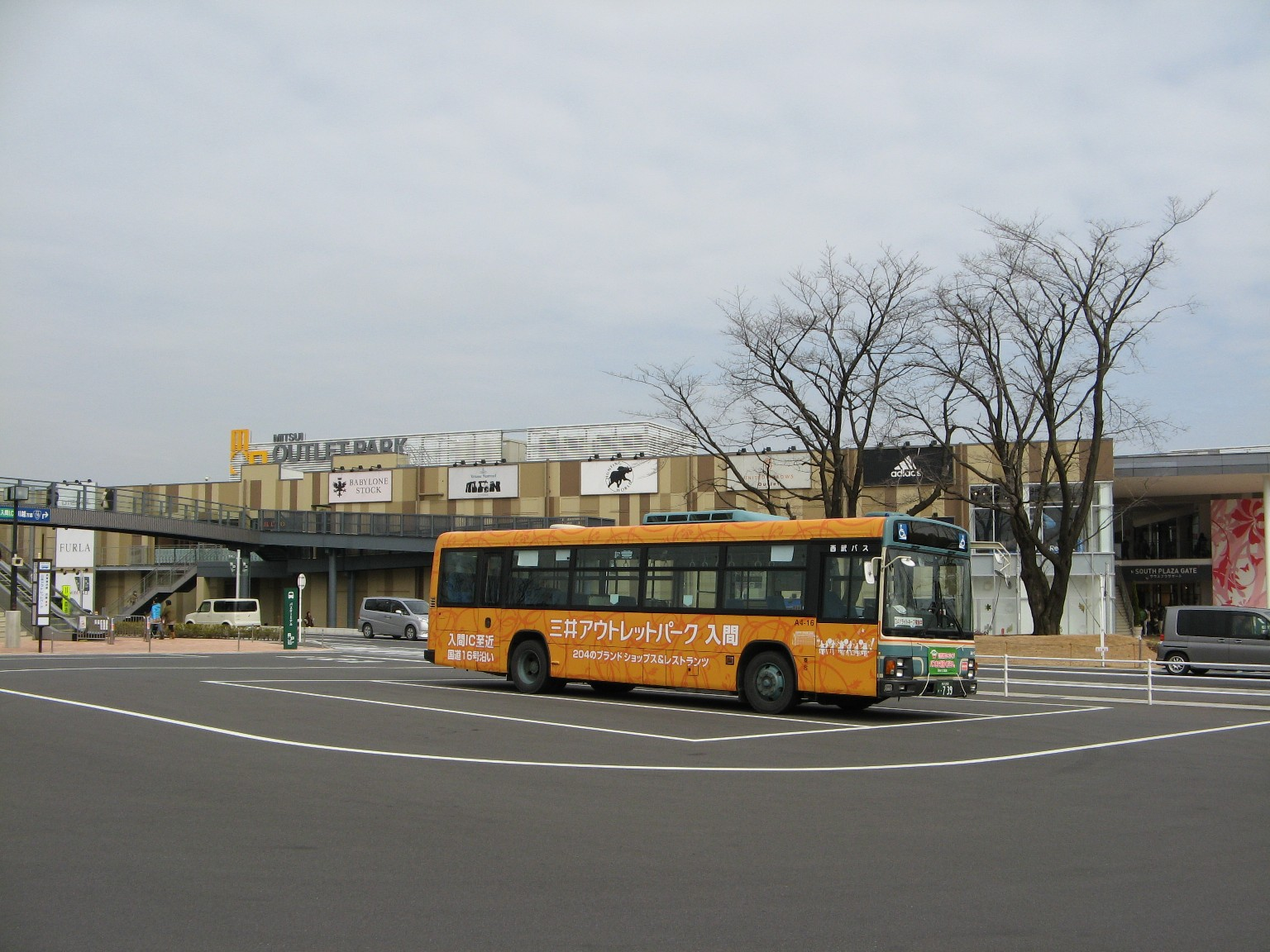
構内で停車中の西武バス。写真は当施設のラッピング広告を施したバス

- 入市40、入市40準急：三井アウトレットパーク行
- 入市40直通：（直通）三井アウトレットパーク行

下記の路線は、国道16号沿いの三井アウトレットパーク前に停車する。
- 入市54、入市54準急：箱根ケ崎駅行
- 入市53、入市53準急：二本木地蔵前行
- 入市51、入市51準急：入間市博物館行

2.西武池袋線 武蔵藤沢駅より
- 藤10：（直通）三井アウトレットパーク行（武蔵藤沢発の平日朝1便、土休日朝2便のみ）

3.八高線 箱根ケ崎駅より
- 入市44：三井アウトレットパーク経由 入間市駅行
- 入市54：三井アウトレットパーク前経由 入間市駅行

4.中央線 立川駅南口より
- 立70：三井アウトレットパーク行［直行･季節運行]（西武バス･立川バスの共同運行）

5.東武東上線・川越線　川越駅西口より
- 川越50：三井アウトレットパーク行［直行･大型連休時などの季節運行]（西武バス川越営業所、狭山営業所の共同運行）

### 交通への影響
開業以降、他の郊外ロードサイド型アウトレットモールと同じくマイカーでの来訪が多いため、休日の昼間は駐車場へ入庫するまでに1時間以上を要する場合がある。その影響で国道16号や国道463号など周辺の所沢市や狭山市にわたる広範囲の地域に渋滞が生じており、公共交通機関利用の来訪でも路線バスが渋滞に遭うことがある。
また、大型商業施設がオープンするまではほとんど有り得なかったことだが、圏央道入間インターチェンジ出口の交差道路渋滞による料金所混雑が見られる。このような現象は、2007年のイオンモール日の出開業時にも見られた。
当施設に立ち寄らないドライバーや路線バス利用者・周辺住民にも波紋が広がっており、公共交通機関の積極的な利用を呼び掛ける交通需要マネジメントなどの改善が求められている。
2008年のゴールデンウィーク（オープン後最初の大型連休となる）には連日の渋滞が予想され、テレビなどの報道や周辺自治体などで問題となった。
また、渋滞を回避する迂回乗用車によって、隣接地域で重大人身事故が発生、他にも渋滞によって、駐車場への入場時間短縮を図った乗用車が、近隣地域への路上駐車をするなどの問題がある。コストコと近隣自治会との話し合いを行っているが、改善対策の方針もなく大きな問題となっている。

## バスへの影響
この影響に伴い、路線バス・観光バスが渋滞に巻き込まれ到着予定時刻が大幅に遅延している状態である。
特に路線バスは、時刻表どおりの運行でも渋滞に巻き込まれると以降の停留所に到着する時刻が変動してしまい、その後も遅れが入り緊急で臨時の便を出す場合もある。